# داميانو توماسي
داميانو توماسي (بالإيطالية: Damiano Tommasi) (مواليد 17 مايو 1974 في نجرار في إيطاليا)، لاعب كرة قدم إيطالي سابق، كان يلعب في مركز خط الوسط المدافع، والرئيس الحالي لرابطة اللاعبين الإيطاليين.

## روابط خارجية
- داميانو توماسي على موقع الاتحاد الدولي (مؤرشف)  (الإنجليزية)
- داميانو توماسي على موقع قاعدة بيانات كرة القدم.إي يو (الإنجليزية)
- داميانو توماسي على موقع ليكيب (الفرنسية)
- داميانو توماسي على موقع ناشيونال فوتبول تيمز (الإنجليزية)
- داميانو توماسي على موقع Soccerbase.com (لاعب) (الإنجليزية)
- داميانو توماسي على موقع Soccerway.com (الإنجليزية)
- داميانو توماسي على موقع عالم كرة القدم.نت (الإنجليزية)
- داميانو توماسي على موقع كووورة
- داميانو توماسي على موقع أوليمبيديا (الإنجليزية)